# Тениски турнири WTA IV категорије
Тениски турнири   категорије су женски турнири у организацији Женске тениске асоцијације (енгл. The Women's Tennis Association), познатија као WTA, која је због спонзора од 2005. године променила назив у The Sony Ericsson WTA Tour.
Турнири ове катагорије имају наградни фонд од 145.000 до 170.000 долара. Према броју учесника постоје три врсте:
32 појединачно, 32 квалификације и 16 парова
32 појединачно, 16 квалификације и 16 парова
16 појединначно
Следећа табела даје преглед награда и рејтинг бодова који се могу добити на турниру са наградним фондом од 170.000 долара. 
| Пласман              | новчана награда $ | рејтинг бодови | новчана награда $ | рејтинг бодови |
| Пласман              | појединачно       | појединачно    | у игри парова     |                |
| -------------------- | ----------------- | -------------- | ----------------- | -------------- |
| победник             | 25.650            | 115            | 7.530             | 115            |
| финалиста            | 13.825            | 80             | 4.050             | 80             |
| полуфуналисти        | 7.450             | 50             | 2.180             | 50             |
| четвртфиналисти      | 4.015             | 30             | 1.175             | 30             |
| 2. коло              | 2.165             | 15             | -                 | -              |
| 1. коло              | 1.165             | 1              | 630               | 1              |
| победник кв. 3. коло | -                 | 7              | -                 | -              |
| поражена кв. 3. коло | 630               | 3              | -                 | -              |
| Квал. 2. коло        | 340               | 2              | -                 | -              |
| Квал. 1. коло        | 185               | 1              | -                 | -              |

Следећа табела даје преглед награда и рејтинг бодова који се могу добити на турниру са наградним фондом од 145.000 долара. 
| Пласман              | новчана награда $ | рејтинг бодови | новчана награда $ | рејтинг бодови |
| Пласман              | појединачно       | појединачно    | у игри парова     |                |
| -------------------- | ----------------- | -------------- | ----------------- | -------------- |
| победник             | 21.140            | 115            | 6.240             | 115            |
| финалиста            | 11.395            | 80             | 3.360             | 80             |
| полуфуналисти        | 6.140             | 50             | 1.810             | 60             |
| четвртфиналисти      | 3.310             | 30             | 970               | 30             |
| 2. коло              | 1.775             | 15             | -                 | -              |
| 1. коло              | 955               | 1              | 550               | 1              |
| победник кв. 3. коло | -                 | 7              | 0                 | 6,25           |
| поражена кв. 3. коло | 515               | 3              | -                 | -              |
| Квал. 2. коло        | 280               | 2              | -                 | -              |
| Квал. 1. коло        | 165               | 1              | -                 | -              |

У IV категорији тренутно постоји 13 турнира у току године:
1. АСБ класик Окланд, први турнир којим се сваке године отвара нова женска тениска сезона;
2. Мурила Хобарт интернешнл, недељу дана пре првог гренд слем турнира, Отвореног првенства Аустралије;
3. Отворено првенство Патаје у тенису (Патаја опен), прва недеља фебруара;
4. Отворено првенство Ешторила у тенису (Ешторил опен), у априлу ;
5. Велика награда Марока у тенису (Grand Prix du Maroc), април - мај;
6. Отворено првенство Прага у тенису Праг опен, почетак маја;
7. Отворено првенство Шпанијеу тенису (Шпанија опен), почетак јуна;
8. Internazionali Femminili di Palermo, јули;
9. Отворено првенство Словеније у тенису (Словенија опен), септембар;
10. Nordea Nordic Light Open, почетак августа;
11. Класик Форест Хилс, друга половина августа;
12. Отворено првенство Кореје у тенису (Кореја опен) крај септембра;
13. Отворено првенство Ташкента у тенису (Ташкент опен)почетак октобра.